# Sarbia curitiba
Espèce
Sarbia curitiba est une espèce de lépidoptères de la famille des Hesperiidae, de la sous-famille des Pyrginae et de la tribu des Pyrrhopygini.

## Dénomination
Sarbia curitiba a été nommé par Olaf Hermann Hendrik Mielke (d) et Mirna Martins Casagrande (d) en 2002.

### Nom vernaculaire
Sarbia curitiba se nomme Curitiba Firetip en anglais.

## Écologie et distribution
Sarbia curitiba est présent au Brésil.

### Protection
Pas de statut de protection particulier.